# Eurotunnel 0001 sorozat
A Eurotunnel 0001 sorozat négytengelyes dízel-elektromos mozdonysorozat, melyet a Maschinenbau Kiel gyártott DE 1004 gyári típusjelzéssel 1991 és 1992 között. Nagyban hasonlítanak az NS 6400 sorozathoz. Az Egyesült Királyság vasúthálózatának használata érdekében a BR 21 sorozat TOPS-besorolást kapták.

## Történet
Öt mozdony készült, 0001–0005-ös pályaszámmal. Sárga és szürke festést kaptak, és a Getlink a Csatorna-alagútban közlekedő vonatok mentésére, valamint a szolgálati vonatok meghajtására használja azokat. Engedélyezték, hogy Calaistól, Ashfordig vagy St. Pancrasig közlekedjenek; 2007 óta jogosultak a High Speed 1-vonatok mentésére a villamoshálózat üzemképtelenné válása esetén. Az SNCF TGV Iris 320 tesztvonat vontatására is használták a Csatorna-alagúton keresztül.
2007-ben a mozdonyokat dízel részecskeszűrőkkel szerelték fel a kipufogógázok megszűrése érdekében, amelyek a korábban a mozdonyokhoz kapcsolt kipufogógáz-szűrő kocsikat váltották fel.
A Eurotunnel 2010 novemberében bejelentette, hogy a 2009–2010-es téli havazás miatt bekövetkezett sorozatos alagútleállásokat miatt, amelyek során a mozdonyokat széles körűen használták, a Eurostar társfinanszírozásával, 1,3 millió euróért további kettő „Krupp-mentőmozdonyt” fognak beszerezni. A beszerzett mozdonyok a korábbiakhoz nagyban hasonló, a DB Schenker Nederlandtól használtan vásárolt NS 6400-as mozdonyok voltak, melyek a 0006–0007 pályaszámot kapták. A Eurotunnel 2016 szeptemberében további három ilyen mozdonyt szerzett be. Ezek közül az egyiket Calais-Fréthun teherpályaudvarán tolatómozdonyként használják. Ez a Europorte ezüst-kék, míg a másik kettő az állomány többi tagjához hasonlóan a Eurotunnel szürke-citromsárga festését kapta.
| Sorozat           | Sorozat        | Üzemeltető   | Gyártás éve                   | Pályaszám   | Megjegyzés                           |
| ----------------- | -------------- | ------------ | ----------------------------- | ----------- | ------------------------------------ |
| 0001              | 0001           | Eurotunnel   | 1991–1992                     | 0001–0005   |                                      |
| 0001              | 0001           | Eurotunnel   | 1991–1992                     | 0006–0010   | A DB Schenker Nederlandtól vásárolva |
| Mozdonyok listája |                |              |                               |             |                                      |
| Jelenlegi szám    | Jelenlegi szám | Korábbi szám | Jelenlegi festés              | Állapot     | Megjegyzés                           |
| Eurotunnel        | TOPS           | Korábbi szám | Jelenlegi festés              | Állapot     | Megjegyzés                           |
| 0001              | 21901          |              | Eurotunnel szürke-citromsárga | Működőképes |                                      |
| 0002              | 21902          |              | Eurotunnel szürke-citromsárga | Működőképes |                                      |
| 0003              | 21903          |              | Eurotunnel szürke-citromsárga | Működőképes |                                      |
| 0004              | 21904          |              | Eurotunnel szürke-citromsárga | Működőképes |                                      |
| 0005              | 21905          |              | Eurotunnel szürke-citromsárga | Működőképes |                                      |
| 0006              | 21906          | NS6456       | Eurotunnel szürke-citromsárga | Működőképes |                                      |
| 0007              | 21907          | NS6457       | Eurotunnel szürke-citromsárga | Működőképes |                                      |
| 0008              | 21908          | NS6450       | Eurotunnel szürke-citromsárga | Működőképes |                                      |
| 0009              | 21909          | NS6451       | Eurotunnel szürke-citromsárga | Működőképes |                                      |
| 0010              | 21910          | NS6447       | Europorte ezüst-kék           | Működőképes | Tolatómozdony Calais-Fréthunban      |

## Fordítás
- Ez a szócikk részben vagy egészben  az   Eurotunnel Class 0001 című angol Wikipédia-szócikk ezen változatának fordításán alapul.  Az eredeti cikk szerkesztőit annak laptörténete sorolja fel. Ez a jelzés csupán a megfogalmazás eredetét és a szerzői jogokat jelzi, nem szolgál a cikkben szereplő információk forrásmegjelöléseként.